# На честь візиту в Україну Вселенського Патріарха Варфоломія І (срібна монета)
«На че́сть візи́ту в Украї́ну Вселе́нського Патріа́рха Варфоломі́я І» — срібна пам'ятна монета номіналом 50 гривень, випущена Національним банком України. Випущена з нагоди візиту в Україну Вселенського Патріарха Варфоломія І під час святкування 1020-річчя хрещення Київської Русі.
Монету введено до обігу 20 жовтня 2008 року. Вона належить до серії «Інші монети».

## Опис та характеристики монети
| Номінал грн. | Метал            | Маса, грам | Діаметр, мм. | Якість виготовлення       | Гурт                           | Тираж, штук |
| ------------ | ---------------- | ---------- | ------------ | ------------------------- | ------------------------------ | ----------- |
| 50           | срібло 999 проби | 500        | 85           | спеціальний анциркулейтед | гладкий із заглибленим написом | 1 000       |

### Аверс
На аверсі монети угорі розміщено малий Державний Герб України, під яким напис — «УКРАЇНА», по колу — написи: «НАЦІОНАЛЬНИЙ БАНК» (угорі), «П'ЯТДЕСЯТ ГРИВЕНЬ» (унизу); у колі на тлі Дніпра та Лівобережжя зображено пам'ятник Володимиру Великому, відкритий у Києві в 1853 році, ліворуч на стрічці — рік карбування монети «2008».

### Реверс

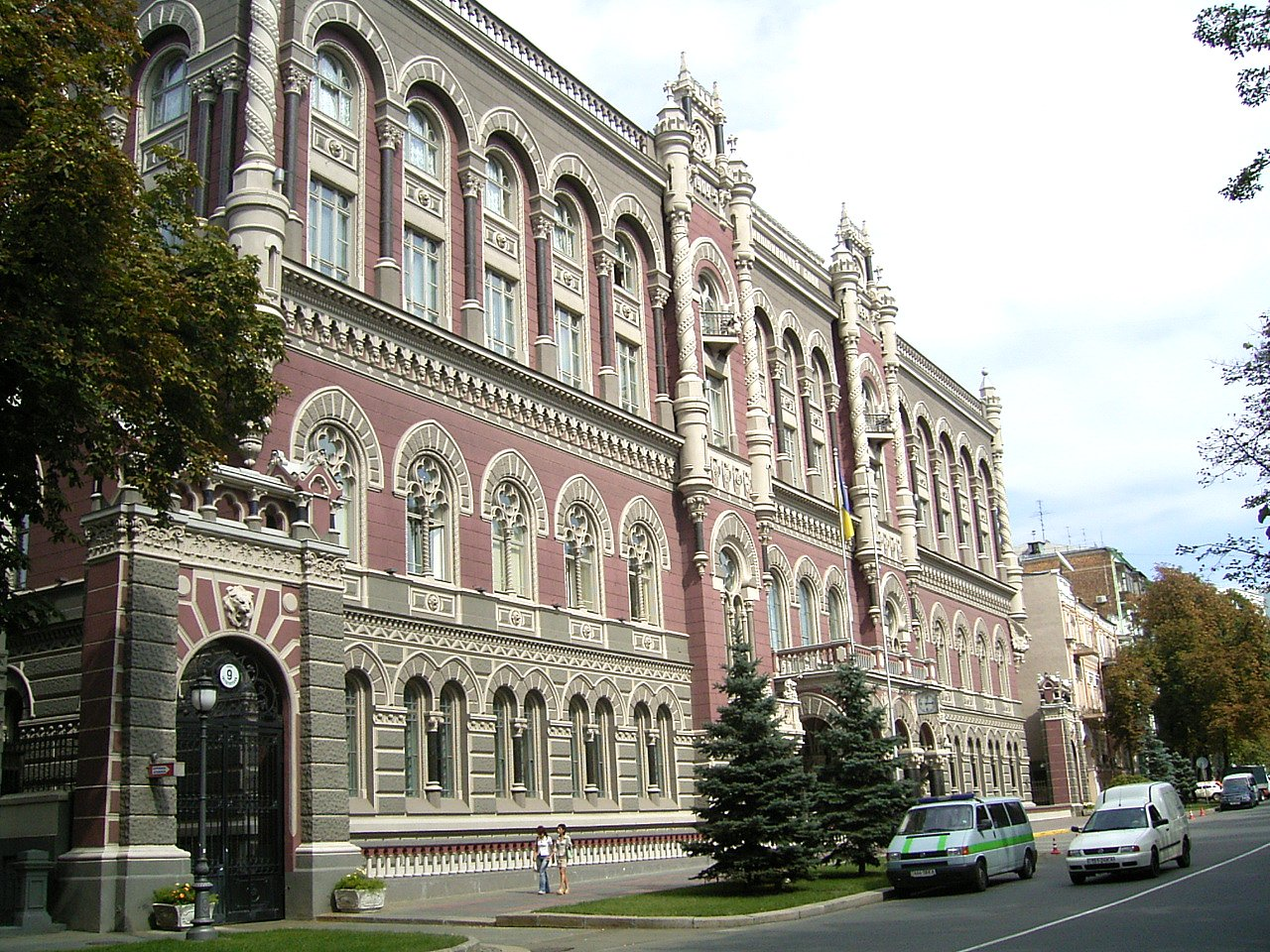
Будівля Національного банку України

На реверсі монети в колі зображено Президента України Віктора Ющенка, який тримає вінок із запаленою свічкою, полум'я якої імітує голограма, та Вселенського Патріарха Варфоломія І, по колу розміщено напис — «НА ЧЕСТЬ ВІЗИТУ В УКРАЇНУ ВСЕЛЕНСЬКОГО ПАТРІАРХА ВАРФОЛОМІЯ І».

## Автори
- Художник — Роман Чайковський.
- Скульптори: Володимир Дем'яненко, Роман Чайковський.

## Вартість монети
Ціна монети — 11254 гривні, була вказана на сайті Національного банку України 2018 року.
Фактична приблизна вартість монети з роками змінювалася так:
| Рік        | 2010  | 2011  | 2012  | 2013  | 2014  | 2015  | 2016   | 2017   | 2018   | 2019   | 2020   | 2021   | 2022   | 2023   | 2024   | 2025   |
| ---------- | ----- | ----- | ----- | ----- | ----- | ----- | ------ | ------ | ------ | ------ | ------ | ------ | ------ | ------ | ------ | ------ |
| Ціна, грн. | 8 500 | 8 500 | 8 500 | 9 000 | 8 000 | 9 000 | 13 500 | 15 000 | 15 500 | 19 900 | 15 400 | 24 200 | 22 600 | 38 800 | 47 000 | 46 000 |